# كأس هولندا 1972–73
كأس هولندا 1972–73 (بالهولندية: KNVB beker 1972/73)‏ هو الموسم 55 من كأس هولندا. أشرف على تنظيمه الاتحاد الملكي الهولندي لكرة القدم، وكان عدد الأندية المشاركة فيه 46، وفاز فيه ناك بريدا.